# Хоккей с мячом на Азиатских играх
Соревнования по хоккею с мячом проводились на зимних Азиатских играх один раз — в 2011 году только для мужских команд.

## Призёры соревнований
| Год  | Золото    | Серебро  | Бронза     |
| ---- | --------- | -------- | ---------- |
| 2011 | Казахстан | Монголия | Кыргызстан |

## Медальный зачёт
суммарно медали для страны во всех видах соревнований
| Место          | Страна         | Золото | Серебро | Бронза | Всего |
| -------------- | -------------- | ------ | ------- | ------ | ----- |
| 1              | Казахстан      | 1      | 0       | 0      | 1     |
| 2              | Монголия       | 0      | 1       | 0      | 1     |
| 3              | Кыргызстан     | 0      | 0       | 1      | 1     |
| Всего стран: 3 | Всего стран: 3 | 1      | 1       | 1      | 3     |